# União das Freguesias de Belinho e Mar
Die União das Freguesias de Belinho e Mar ist eine portugiesische Gemeinde (Freguesia) im Kreis (Concelho) Esposende, Distrikt Braga, im Nordwesten Portugals.

## Geschichte
Die Gemeinde entstand im Zuge der Gebietsreform vom 29. September 2013 durch die Zusammenlegung der ehemaligen Gemeinden Belinho und Mar.
Belinho wurde Sitz der neuen Verwaltung.

## Demographie

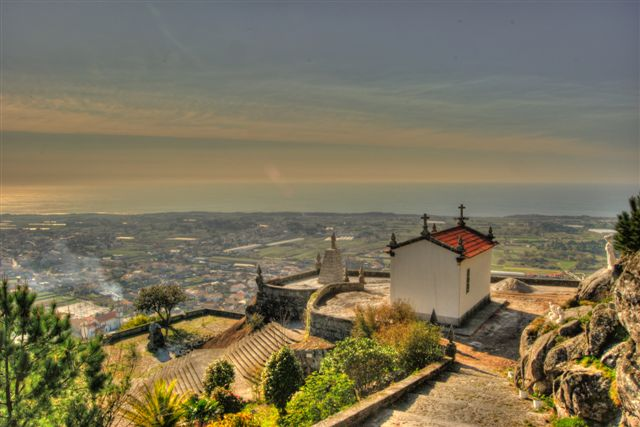
Santuário da Senhora da Guia in Belinho

| Freguesia | Freguesia     | Freguesia | Freguesia       | ehemalige Freguesias | ehemalige Freguesias | ehemalige Freguesias | ehemalige Freguesias |
| --------- | ------------- | --------- | --------------- | -------------------- | -------------------- | -------------------- | -------------------- |
| Wappen    | Freguesia     | Einwohner | Fläche in (km²) | Wappen               | Freguesia            | Einwohner            | Fläche in (km²)      |
|           | Belinho e Mar | 2896      | 8,95            |                      | Belinho              | 2009                 | 6,59                 |
|           | Belinho e Mar | 2896      | 8,95            | Mar                  | 1181                 | 2,36                 |                      |